# 아베스섬

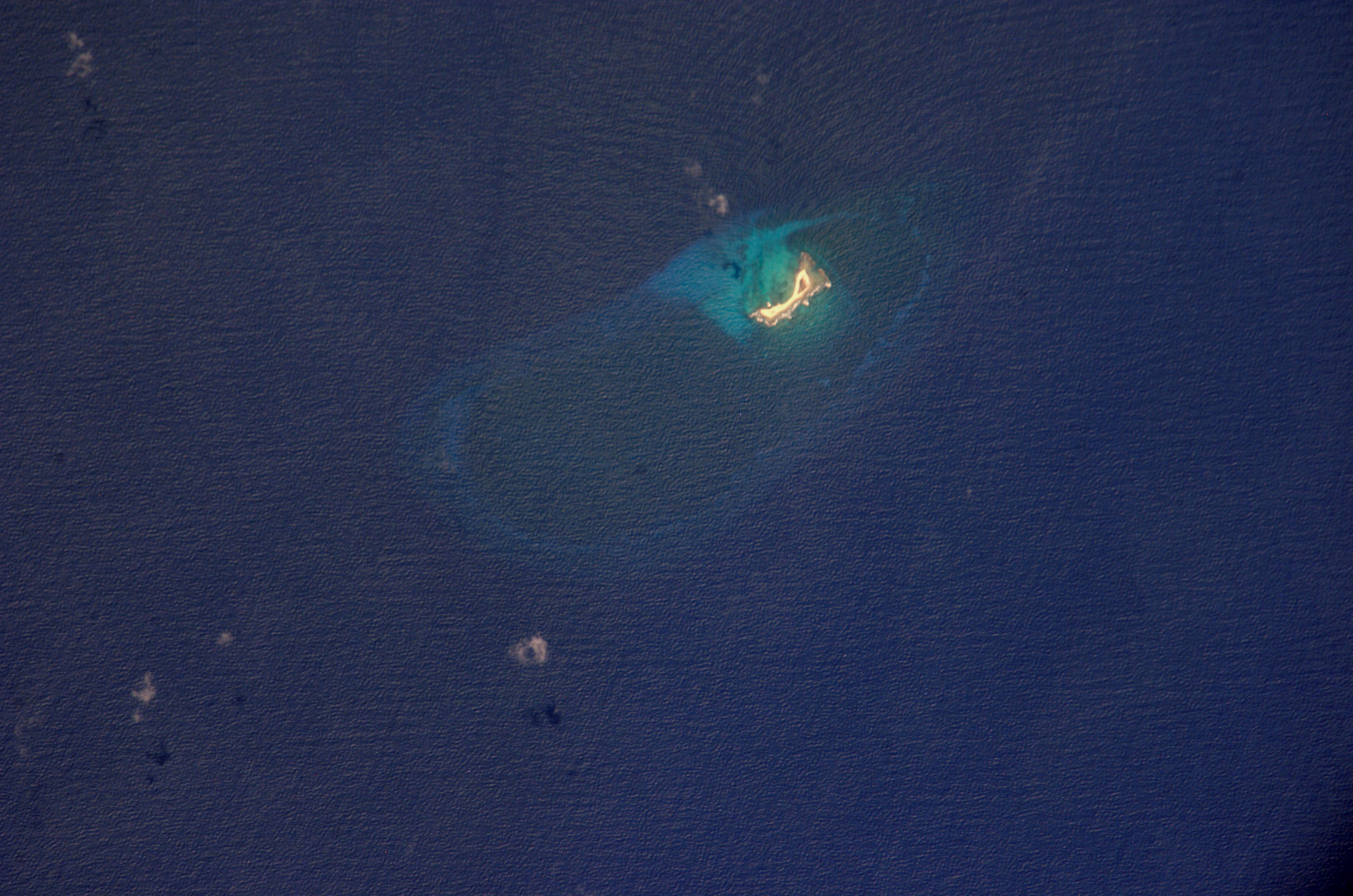

아베스섬(스페인어: Isla Aves)은 카리브해 한가운데 아베스 해령에 솟아난 베네수엘라령의 섬이다. 아베스(Aves)는 새를 뜻하므로 '새들의 섬'이라는 뜻이다. 베네수엘라 연방 속지에 속해 있으나 다른 연방 속지의 섬과도 동떨어진 곳에 위치하고 있다. 이 섬은 북아메리카의 일부로 분류된다. 이 섬이 해양법상으로 배타적 경제 수역을 가질 수 있는지는 논쟁의 소지가 있다.
아베스섬은 베네수엘라 연방 속지의 일부이자 베네수엘라 최북단이다. 아베스섬 바로 옆에 푸에르토리코가 있다.

## 같이 보기
- 배타적 경제 수역
- 베네수엘라 연방 속지